# Are You Ready
Az Are You Ready Aaliyah amerikai énekesnő egyik dala. A dal a Sunset Park című film (1996) betétdala volt. A dal csak promóciós kislemezen jelent meg, és a 42. helyig jutott a rádiós játszáskon alapuló Billboard Hot R&B/Hip-Hop Airplay slágerlistán. Ez elég jó helyezésnek számít ahhoz képest, hogy a kislemez nem jelent meg kereskedelmi forgalomban, és videóklip sem készült a dalhoz.
Mivel a kislemez kereskedelmi forgalomban nem volt kapható, a dal a Billboard többi slágerlistájára az akkori szabályok értelmében nem kerülhetett fel.

## Helyezések
| Slágerlista (1996)                    | Legmagasabb helyezés |
| ------------------------------------- | -------------------- |
| USA Billboard Hot R&B/Hip-Hop Airplay | 42                   |